# Kristaps Sotnieks
Kristaps Sotnieks (Riga, 29 gennaio 1987) è un hockeista su ghiaccio lettone.

## Carriera
Dal 2004 al 2008 ha giocato con l'HK Riga 2000. Nella stagione 2008-2009 è approdato in KHL con la Dinamo Riga.
Dalla stagione 2016-2017 milita nell'HC Lada Togliatti, sempre in KHL.
Con la nazionale lettone ha preso parte a diverse edizioni dei campionati mondiali a partire dal 2009 e a due edizioni dei Giochi olimpici invernali (2010 e 2014).